# Kaiyō (Tokushima)
Kaiyō (海陽町 Kaiyō-chō?) es un pueblo localizado en la prefectura de Tokushima, Japón. En junio de 2019 tenía una población estimada de 8.578 habitantes y una densidad de población de 26,2 personas por km². Su área total es de 327,65 km².

## Geografía

### Localidades circundantes
- Prefectura de Tokushima
  - Minami
  - Mugi
  - Naka
- Prefectura de Kōchi
  - Kitagawa
  - Tōyō
  - Umaji

## Demografía
Según los datos del censo japonés, esta es la población de Kaiyō en los últimos años.
| 1995   | 2000   | 2005   | 2010   | 2015  |
| ------ | ------ | ------ | ------ | ----- |
| 12.399 | 12.104 | 11.507 | 10.446 | 9.283 |